# Tijdmanagement
Tijdmanagement is het proces van bewust plannen en uitvoeren van controle over de hoeveelheid tijd die aan specifieke activiteiten wordt besteed, met als doel de effectiviteit, efficiëntie en productiviteit te verhogen.
Het is een overkoepelende activiteit met als doel het maximale voordeel te halen uit een reeks andere activiteiten binnen een beperkte hoeveelheid tijd.
Tijdmanagement kan worden ondersteund door een reeks vaardigheden, hulpmiddelen en technieken die worden gebruikt om de tijd te beheren wanneer specifieke taken, projecten en doelstellingen binnen bepaalde deadlines worden uitgevoerd. Oorspronkelijk richtte tijdmanagement zich alleen op zakelijke of werkgerelateerde activiteiten, maar de term is uitgebreid om ook persoonlijke activiteiten te omvatten. Een tijdmanagementsysteem is een combinatie van processen, hulpmiddelen, technieken en methoden. Dit soort management is noodzakelijk in elke projectontwikkeling, aangezien het de tijd en de omvang van de uitvoering van het project bepaalt.

## Het belang van tijdmanagement
Tijdmanagement maakt het mogelijk om een cultuur van continue verbetering te creëren. Door middel van productietechnieken en scrum kunnen teams taken identificeren die daadwerkelijk toegevoegde waarde bieden aan een dienst of product. Op deze manier worden taken binnen een proces die geen waarde toevoegen, verbeterd of verwijderd.
Geleerde lessen zijn essentieel voor teams om de balans in kwaliteit te behouden en daarmee de productiviteit te verhogen door effectief tijdmanagement. Projectmanagers gebruiken tegenwoordig managementtools die methoden bieden om de geschatte tijd van elke activiteit te vergemakkelijken, aangezien leiders goed onderbouwde aannames moeten doen over tijdschema's en benodigde middelen.
De belangrijkste onderwerpen in de literatuur over tijdmanagement omvatten de volgende thema's:
- Het creëren van omgevingen die effectiviteit bevorderen.
- Het stellen van prioriteiten.
- Het uitvoeren van taken die behoren tot deze prioriteiten.
- Het verminderen van de tijd besteed aan niet-prioritaire activiteiten.

Tijdmanagement wordt beschouwd als een onderdeel van verschillende concepten, waaronder:
- Projectmanagement: tijdmanagement kan worden gezien als een onderdeel van projectmanagement, in dit geval aangeduid als projectplanning en projectplanning.[3]
- Aandachtsbeheer
- Persoonlijk kennismanagement